# Alan Hawkshaw
"William" Alan Hawkshaw (født 27. marts 1937 i Leeds, England, død 16. oktober 2021) var en engelsk komponist, arrangør,  pianist og organist.
Hawkshaw er mest kendt for sit korte medlemskab i den engelske instrumental gruppe The Shadows (1969-1970). Han har medvirket på indspilninger af bl.a. Cliff Richard, Olivia Newton-John, Tom Jones, Brian Bennett og Serge Gainsbourg og har også indspillet plader i eget navn. Han var med til at danne og lede gruppen Mohawk i 1969. Hawkshaw spillede senere med som sideman på to Shadows plader String of Hits (1979) og XXV (1983). Han arbejdede senere som sessionmusiker.

## Udvalgt LP/CD Diskografi
- Emile Ford and The Checkmates -  New Tracks With Emile (1961)
- Emile Ford and The Checkmates - Emile (1962)
- Brian Bennett – Change of Direction (1967)
- Alan Hawkshaw - Soul Organ Showcase (1968)
- Brian Bennett – The Illustrated London Noise (1969)
- Alan Hawkshaw - Beat Incidental (1969)
- Alan Hawkshaw – Mohawk - The Champ (1969)
- Alan Hawkshaw - The Big Beat (1969)
- Alan Hawkshaw & Various – Hair (1969)
- The Shadows – Live in Japan (1969)
- The Shadows – Shades of Rock (1970)
- Alan Hawkshaw - Speed and Excitement (1970)
- Marvin, Welch & Farrar – Marvin Welch & Farrar (1971)
- Marvin Welch & Farrar – Second Opinion (1971)
- Cliff Richard with Marvin / Farrar Group – Cliff Goes East (1972)
- Alan Hawkshaw – Plays the Philicorda (1972)
- Alan Hawkshaw – 27 Top Tv Themes and Commercials (1972)
- Alan Hawkshaw - Beat Industrial (1972)
- Alan Hawkshaw - Move with the Times (1973)
- Alan Hawkshaw - Friendly Faces (1973)
- Collage – Misty (1973) – trio med Brian Bennett og Dave Richmond
- Moody – The Gentle Rain (1973)
- Synthesis - (1974) duo med Brian Bennett
- Synthesizer & Percussion (1974) duo med Brian Bennett
- Alan Hawkshaw – Non Stop Hammond Hits (1974)
- Alan Hawkshaw – A Jazz Message (1975)
- Alan Hawkshaw - Hot Wax (1976) med Brian Bennett
- Alan Hawkshaw - The Road Forward (1977)
- Alan Hawkshaw - Stained Glass Windows (1977)
- Brian Bennett – Rock Dreams (1977) med Brian Bennett Band
- Alan Hawkshaw – The Silent Witness (1978)
- Alan Hawkshaw – Frontiers Of Science (1979)
- Alan Hawkshaw - Cocktail time (1979)
- The Shadows – String of Hits (1979) – (som sideman på enkelte numre)
- Alan Hawkshaw – Love De-Lux – Again and Again (1979)
- Alan Hawkshaw - New Horizon / The Seven Wonders of the World (1980)
- Alan Hawkshaw - Great Mysteries of The World (1981)
- Alan Hawkshaw - Music Machine (1981) - med Brian Bennett & Dave Lawson
- Alan Hawkshaw - Audio Visual Energi (1982)
- The Shadows – XXV (1983)- (som sideman på enkelte numre)
- Alan Hawkshaw – Alan Hawkshaw's Universal Bulletin (1984)
- Alan Hawkshaw – Girl In a Sportscar (19?)
- Alan Hawkshaw - Top of the Range - (1985) - med Hank Marvin
- Alan Hawkshaw – Power (1986)
- Alan Hawkshaw – Gold Silver Bronze (1987)
- Alan Hawkshaw – Impact (1990)
- Alan Hawkshaw – Elements (1992)
- Alan Hawkshaw – Love Hurts ( Soundtrack) (1993)
- Hank Marvin - Heartbeat (1993)
- Alan Hawkshaw – Atmosphere 24 - Mystery & Imagination (1995)
- Alan Hawkshaw – Entertainment 49 - (1996) med The Living Orchestra
- Alan Hawkshaw – Music From Arthur C Clarke's Mysterious Universe (1997)
- Alan Hawkshaw – The Venus Legacy (1998)
- Alan Hawkshaw – Hawk's Hammond Lounge (2000)
- Alan Hawkshaw – Orchestral Phantasia (2002)
- Alan Hawkshaw – The Big Screen (2003)
- Alan Hawkshaw – Phantasia (2011)
- Brian Bennett / Alan Hawkshaw - Full Circle - (2018)

## Singles
- The Shadows - "Slaughter on tenth Avenue" / "Midnight Cowboy" (1969)
- Brian Bennett Band - Thunderbolt / Clearing skies (1977)
- Brian Bennett Band - Saturday night special / Farewell to a friend (1977)
- Brian Bennett Band - Girls back home / Jonty Jump (1977)
- Alan Hawkshaw - "New Earth" / "Odyssey" (1977)
- Alan Hawkshaw - "Puppet On A String" / "Everybody Knows" (1969)
- Alan Hawkshaw - "Deluxe" / "Grange Hill" (1979)
- Alan Hawkshaw / Adrian Younge / Brian Bennett  - "Rafelli Chase" / "High Diver" (2009)

## Biografier
- The Champ – The Hawk Talks - Selvbiografi
- The Shadows & Mike Read - The Story of The Shadows